# 1945年臺灣
|        | 臺灣歷史 \| 台灣歷史年表 |
| 世纪： | 19世纪臺灣 \| 20世纪臺灣 \| 21世纪臺灣 |
| 年代： | 1910年代臺灣 \| 1920年代臺灣 \| 1930年代臺灣 \| 1940年代臺灣 \| 1950年代臺灣 \| 1960年代臺灣 \| 1970年代臺灣                                           |
| 年份： | 1940年臺灣 \| 1941年臺灣 \| 1942年臺灣 \| 1943年臺灣 \| 1944年臺灣 \| 1945年臺灣 \| 1946年臺灣 \| 1947年臺灣 \| 1948年臺灣 \| 1949年臺灣 \| 1950年臺灣 |
| 纪年： | 乙酉年（鸡年）、日本昭和20年、中華民國34年 |

1945年臺灣因為日本於第二次世界大戰中戰敗，原由大日本帝國統治轉由中華民國國民政府接收。而在日本政府於8月15日投降之前，台灣各地重要設施遭到盟軍的轟炸。
戰後台灣的資源匱乏因國共內戰物價大幅飆漲，直到1951年美援進入後才穩定下來。

## 政府

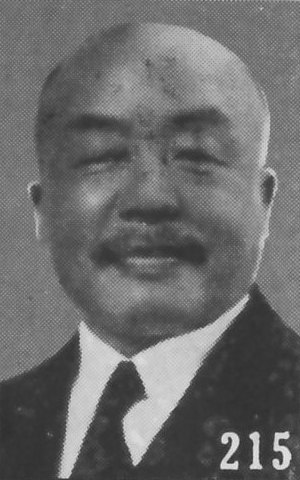
臺灣省行政長官：陳儀

### 成員變動

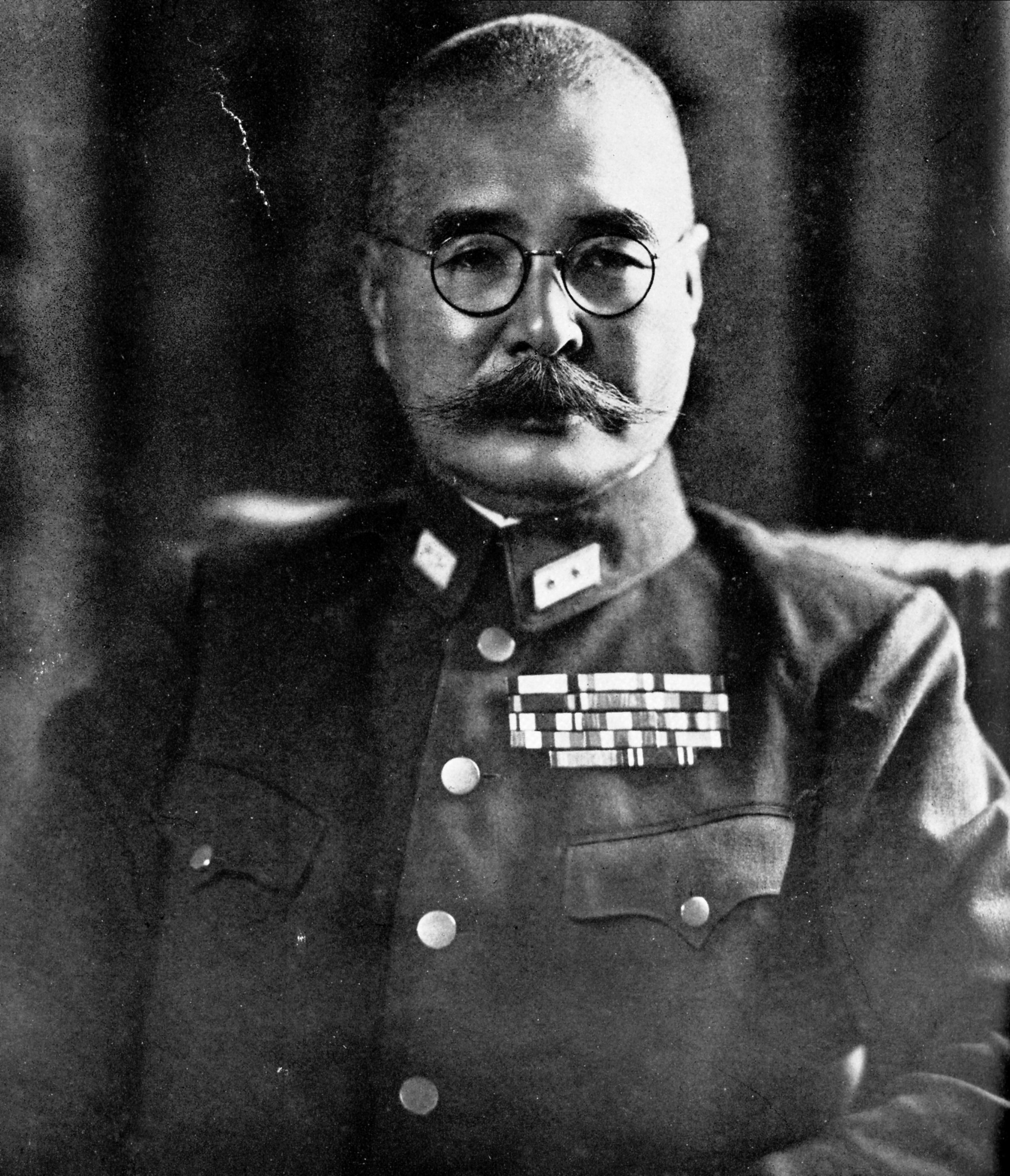
臺灣總督：安藤利吉（末任）
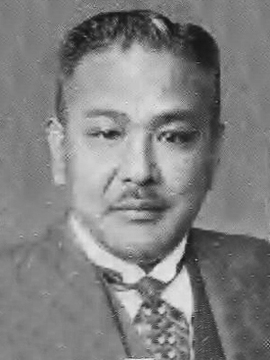
總務長官：齋藤樹
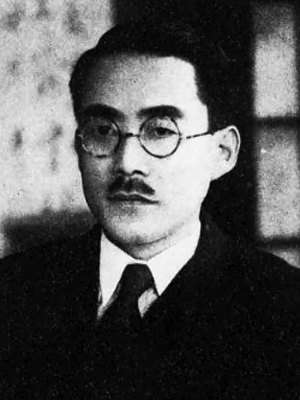
總務長官：成田一郎（末任）

## 大事記

### 1月
- 1月1日——臺灣總督安藤利吉第一次發表談話，期以全力實幹[1]:1351。
- 1月2日——土耳其議會完成對日本斷交的決議。
- 1月2日——美軍航空志願隊500架艦載機對日本統治下的台湾、沖縄發動空襲行動。
- 1月9日——美機轟炸全臺灣各地，轟炸行動持續到1月17日；新竹、臺中、彰化、高雄等地機場及交通設施，受創較鉅[1]:1351。
- 1月11日——美軍炸射彭佳嶼燈塔；駐菲美國陸軍第五航空軍首次攻擊臺灣，夜襲屏東[2]。
- 1月22日——駐菲美國陸軍第五航空軍首次在白天大幅炸射新竹與屏東飛行基地，並夜襲高雄地區[2]。

### 2月
- 2月13日——臺灣革命同盟會召開第四屆會員代表大會，重申歸還中國願望，並電蔣中正致敬[1]:1351。
- 2月14日——美機轟炸全臺灣各地，轟炸行動持續到2月19日[1]:1351；近衛文麿覲見昭和天皇提出早期和平的提案（日语：近衛上奏文）。

### 3月

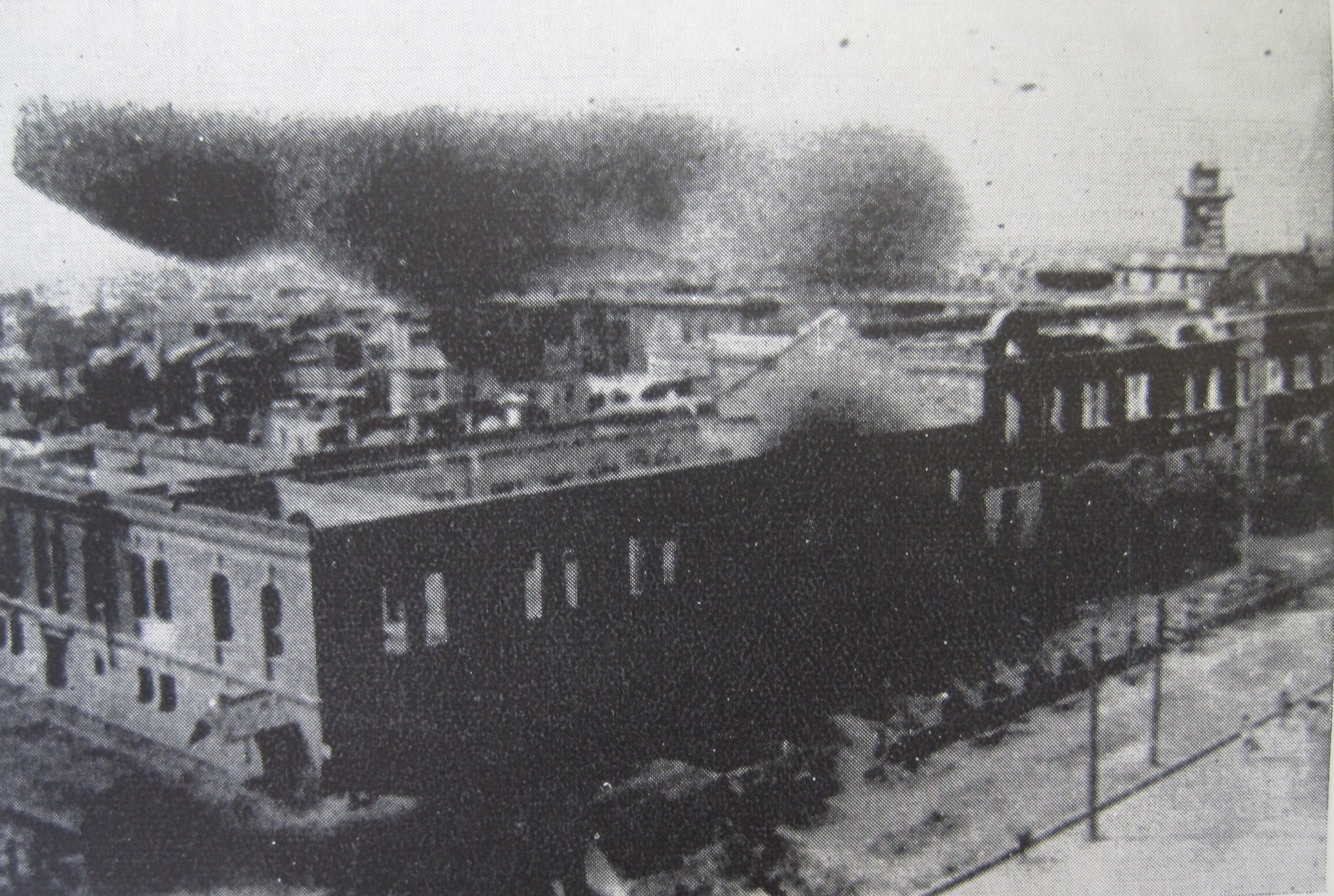
3月時被轟炸過後的臺南州廳
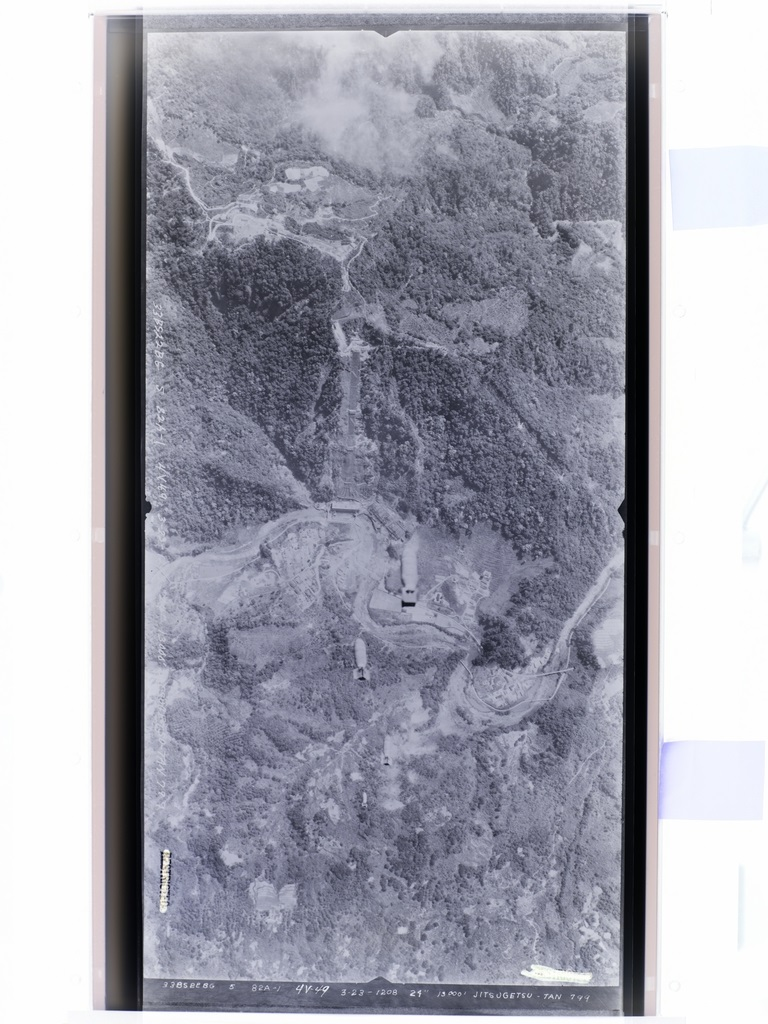
3月23日轟炸日月潭的美軍對日月潭第一發電所投下炸彈時的瞬間
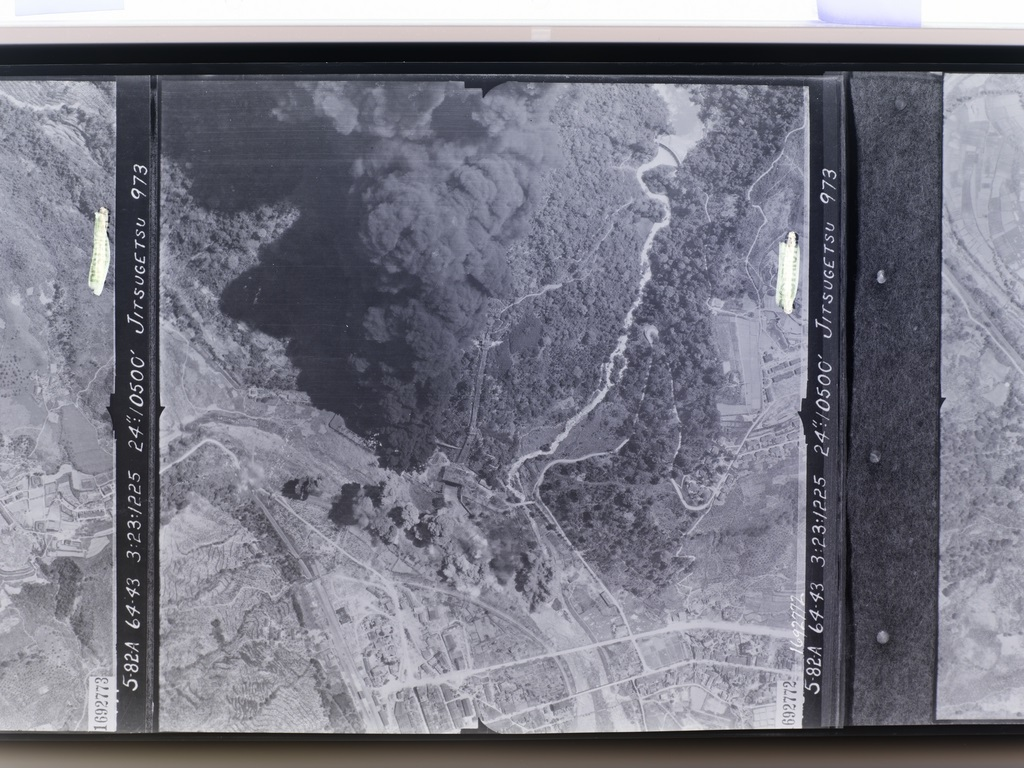
3月23日轟炸日月潭的美軍對日月潭第二發電所投下炸彈後，炸彈命中變電設施，冒出濃濃黑煙

- 3月1日——臺南市區遭到大轟炸[2]。
- 3月3日——全臺灣中等學校學生編成防衛警備隊，防備美軍登陸[1]:1351。
- 3月5日——日本政府公布「國民勤勞動員令」，朝鮮、臺灣、南洋群島自4月1日起施行[1]:1351。
- 3月9日——美軍轟炸日月潭第一發電所[2][3]，日月潭發電廠被炸毁[1]:1351。
- 3月12日——美軍對臺南市區大幅轟炸[2]。
- 3月16日——美軍對全臺轟炸，其中以臺北市區受創最深[2][3]。
- 3月20日——臺南市區遭到大轟炸，幾近全毀[2]。
- 3月29日——臺灣總督府令臺灣婦女持竹槍接受軍事訓練[1]:1351。

### 4月
- 4月1日——日本政府公告朝鮮及臺灣之國政參與相關規程[1]:1351。
- 4月3日——林獻堂、簡朗山、許丙成為日本貴族院臺籍敕選指名議員[3]；美機轟炸嘉義、花蓮港[1]:1351，空襲臺中、臺南、高雄市區與飛行基地，其中以嘉義受創最深[2][3]。
- 4月7日——美機轟炸臺南、嘉義、彰化[1]:1351。
- 4月11日——美機轟炸高雄、臺南、新竹[1]:1351。
- 4月12日——美軍艦載機約80架空襲北部，機場、工廠、火車站被炸毁，空襲時間達數小時之久[1]:1351。

### 5月
- 5月17日——花蓮、高雄各地工廠被炸。
- 5月31日——美機大舉轟炸臺北市區，臺北城內6條大街受損嚴重，總督府圖書館、鐵道飯店全毁，象徵臺灣最高權力機構之臺灣總督府、臺北帝國大學附屬醫院亦受損嚴重，死傷多人[1]:1351。

### 6月
- 6月17日——臺灣總督府廢除保甲制[1]:1352。
- 6月18日——臺灣總督府發表「臺灣國民義勇隊編成方案」[1]:1352。
- 6月22日——美機轟炸臺灣，偵察機飛臨東海岸[1]:1352。

### 7月
- 7月3日——臺南市為避空襲而疏散，人口大減，改15區為5區[1]:1352。
- 7月24日——臺灣銀行發行百元券[1]:1352。
- 7月26日——美國、英國、中國共同發表「波茨坦宣言」，要求日本無條件投降[1]:1352。

### 8月
- 8月15日——日本裕仁天皇向全國宣布中止戰爭之詔書；日軍參謀中宮悟郎（日语：中宮悟郎）、牧澤義夫（日语：牧澤義夫）等少壯軍人邀約臺灣士紳辜振甫、許丙、林熊祥等，擬策動臺灣士紳出面籌組「臺灣自治委員會」，尋求臺灣自治或獨立[1]:1352。
  - 北港神社從鄉社升格為縣社[4]。
- 8月16日——安藤利吉總督發表皇軍文告：「投降係天皇陛下之命令，任何人皆要服從，諸子忠君報國，自另有其道，切勿輕舉妄動，貽患皇室。」；平息部分少壯派軍人可能之衝動行為[1]:1352。
- 8月18日——錢德拉·鮑斯因空難逝世於台北。

### 9月
- 9月1日——國民政府公布「臺灣省行政長官公署組織條例」，以臺灣省行政長官公署為最高行政機關，並任命臺灣調查委員會主任委員陳儀為行政長官[1]:1352。台灣省警備總司令部在中國重慶成立。
- 9月5日——美軍登臺搶救集中營內的盟軍戰俘[2]。

### 10月
- 10月5日——臺灣省行政長官公署前進指揮所設立，作為過渡性質之接收單位，任命行政長官公署秘書長葛敬恩為主任；美軍聯絡組亦抵達臺灣[1]:1352；台灣人民協會成立。
- 10月17日——首批國府軍隊及行政長官公署官署官員分乘美艦40餘艘抵達基隆[1]:1352。國民革命軍第七十軍由美國海軍運輸艦載運至基隆港[5]。
- 10月21日——台灣學生聯盟成立。
- 10月24日——台灣省行政長官陳儀由上海飛抵臺北[1]:1352。
- 10月25日——臺灣地區受降典禮在臺北公會堂舉行，由陳儀將軍代表受降，日方代表為臺灣總督兼第10方面軍司令官安藤利吉將軍[1]:1352。根據麥帥《一般命令第一號》：一、己、上述所指定之司令官為唯一被授權接受投降之同盟國代表，所有駐台日軍應只向彼等或其代表投降。
- 10月31日——中華民國財政部公布〈臺灣省當地銀行鈔票及金融機關處理辨法〉，開始接收原本的臺灣銀行及其他各銀行和各金融機關[6]。

### 11月
- 臺灣戰後開始惡性物價膨脹。從1945年初至1950年底，物價指數上升 218455.7倍；平均而言，每年的物價上漲率是 676.1%[7]。
- 11月6日——米價暴漲3倍至一斤一圓[8]。
- 11月18日——臺灣文化協進會成立。

## 出生
参见： 1945年出生
- 1月8日——
  - 白雅燦：教師、白色恐怖受難者。
  - 廖正井：政治人物、財政學家，曾任立法委員、桃園縣副縣長、台北市政府秘書長、台北市財政局局長。
- 1月15日——柯俊雄：演員、政治人物，曾任立法委員。
- 1月19日——葉芳雄：政治人物，曾任立法委員、竹北市市長。
- 1月24日——吳豐山：作家、記者、政治人物，曾任監察委員、公共電視董事長、《自立晚報》記者。
- 2月17日——何壽川：企業家，是何傳之子，曾任永豐餘董事長。
- 3月4日——謝建東：軍事人物。
- 4月1日——陳秀雄：教育學家。
- 4月6日——
  - 施善繼：詩人。
  - 郭弘一：劍道教練。
- 5月18日——曾蔡美佐：政治人物，曾任立法委員、雲林縣議會。
- 5月20日——莊和子：護理師、政治人物，是顏永財之妻，曾任立法委員。
- 6月27日——盧勝彥：作家、記者、宗教領袖，是真佛宗創始人。
- 7月11日——高燦興：雕塑家。
- 8月15日——張川田：政治人物，曾任立法委員。
- 8月17日——伍澤元：政治人物，曾任立法委員、屏東縣縣長、營建署國宅組組長。
- 9月1日——湯健明：記者。
- 9月9日——潘皇龍：作曲家。
- 10月15日——魏福全：醫師。
- 10月20日——施叔青，作家。
- 10月25日——林光華：政治人物，曾任立法委員、新竹縣縣長、新竹縣議員。
- 11月9日——孔祥重：電腦科學家。
- 11月19日——徐風：主持人。
- 12月15日——吳澤成：政治人物，曾任公共工程委員會主任委員、台北縣副縣長、宜蘭縣代理縣長、宜蘭縣副縣長。
- 12月20日——呂興昌：文學家。
- 12月24日——何嘉榮：政治人物，曾任立法委員、嘉義縣縣長。

## 逝世
- 2月15日——李登欽， 知名臺籍日本兵。中華民國總統李登輝之兄。在馬尼拉戰死。（1921年出生）
- 4月24日——黃石輝，作家。日治時期台灣話文論戰參與者。（1900年出生）
- 5月31日——歐清石，律師、政治人物。高等文官試驗合格，曾任臺南市會議員。二戰中於「東港事件」被捕，處無期徒刑。死於盟軍轟炸。（1897年逝世）
- 9月10日——石川欽一郎，畫家。臺灣近代西洋美術的啟蒙者。（1871年出生）